# Bröstbom
Bröstbom är den tvärslå i vävstolen som sitter närmast bröstet på vävaren under arbetet. För att skydda väven från slitage under vävningen finns ofta en extra tvärslå att anbringa närmast vävaren, men denna tvärslå måste vara lätt borttagbar eftersom käppen som varpen sitter på vid framknytningen måste passera närmast vävaren.

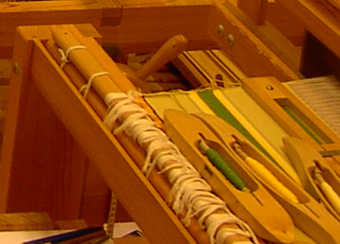
Framknytningskäppen närmar sig bröstbommen